# Anafylaxie
Anafylaxie is een snelle systemische allergische reactie, die tot een anafylactische shock kan leiden. Anafylaxie treedt soms op wanneer een persoon wordt blootgesteld aan een allergeen waarvoor de persoon in kwestie allergisch is. Vele stoffen kunnen als allergeen fungeren. Zelfs zeer kleine hoeveelheden van het allergeen kunnen al een levensbedreigende anafylactische reactie veroorzaken. Anafylaxie kan optreden na inname van het allergeen, maar ook na inademing ervan, na huidcontact of een injectie met de betreffende stof. De ernstigste vorm van anafylaxie kan soms in enkele minuten tot de dood leiden als deze niet meteen wordt behandeld. Ernstige anafylactische reacties zijn gelukkig erg zeldzaam vergeleken met meer 'normale' allergische reacties. De primaire behandeling van anafylaxie bestaat uit een injectie met epinefrine (adrenaline), een middel dat soms wordt gecombineerd met andere medicatie.
Een verschil tussen een anafylactische reactie en een anafylactoïde reactie is dat men in het eerste geval gesensibiliseerd moet zijn voor het antigeen, men moet met andere woorden antilichamen (IgE) aanmaken vooraleer de reactie plaats kan hebben. Men zal dus nooit bij het allereerste contact met een allergeen (bijvoorbeeld latex) een reactie vertonen. Bij anafylactoïde reacties is deze sensibilisatie niet nodig: de allergenen hebben zelf een vasoactieve werking, die histamine stimuleert, zoals bijvoorbeeld bijengif. Er is dan ook geen IgE aantoonbaar.
Wereldwijd krijgt ongeveer 0,05 – 2% van de bevolking op een bepaald moment te maken met anafylaxie. Deze percentages lijken te stijgen. Het woord anafylaxie komt uit het Latijn (en daarin weer uit het Grieks), άνα-/ana (op, weer, terug, tegen) + φύλαξις/phylaxis (bescherming, bewaking).

## Anafylactische shock
Men spreekt van een anafylactische shock wanneer het lichaam door verwijding van de bloedvaten ten gevolge van het vrijgeven van een grote hoeveelheid histamine in shock geraakt.
Samen met shock kunnen ook andere symptomen optreden, doch dit is niet noodzakelijk.

## Behandeling van een anafylactisch noodgeval
Een anafylactische reactie is een medisch spoedgeval vanwege de acute vernauwing van de luchtwegen die binnen enkele minuten na het begin van de allergische reactie kan optreden. Het is van levensbelang direct hulp in te roepen om hersenletsel door zuurstofgebrek te voorkomen. Bij een anafylactische reactie is professionele hulp noodzakelijk, maar andere eerstehulpmaatregelen zoals mond-op-mond beademing en het toedienen van adrenaline kunnen worden toegepast voordat de ambulance ter plaatse is. Mond-op-mond beademing kan onmogelijk zijn wanneer de luchtwegen van de patiënt door de allergische reactie dicht zitten, maar kan in andere gevallen levens redden. Veel patiënten waarbij de diagnose "anafylaxie" al eerder is gesteld dragen een adrenaline-autoinjector (Epipen of een vergelijkbaar product) bij zich voor de onmiddellijke toediening van adrenaline. Dit is een injectiepen waar de naald uitschiet zodra de vergrendeling wordt verwijderd en de kop op het te injecteren lichaamsdeel (standaard is dit de zijkant van het bovenbeen) wordt geplaatst. Deze injectie hoeft niet door een medicus te worden toegediend.
De beta-2 adrenerge receptoren in de longen reageren op adrenaline. Hierdoor ontspannen de door een allergische astma-aanval of anafylactische reactie samengetrokken bronchiën zich. Adrenaline verwijdt de luchtwegen en vernauwt de bloedvaten wanneer het snel intraveneus wordt toegediend. Dit heeft tot gevolg dat de levensgevaarlijk lage bloeddruk die ontstond door anafylaxie weer stijgt, en het hart krachtiger gaat kloppen. Het toedienen van adrenaline is daardoor soms een levensreddende maatregel.

## Klachten en symptomen

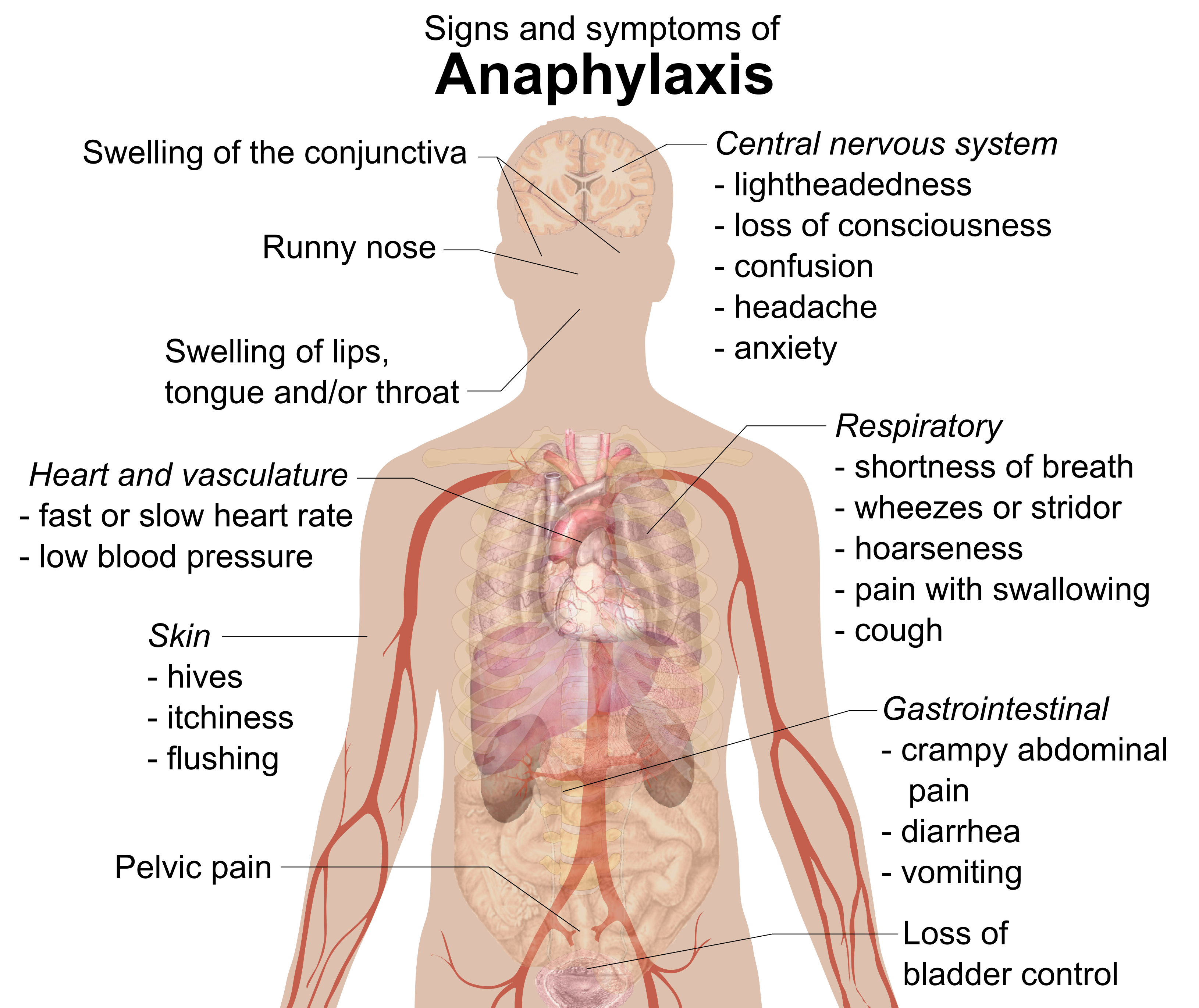
Klachten en symptomen van anafylaxie.

Anafylaxie gaat gewoonlijk gepaard met vele verschillende symptomen die enkele minuten of uren aanhouden. Symptomen verschijnen gemiddeld binnen 5 tot 30 minuten als de oorzaak een stof is die direct in de bloedsomloop terechtkomt (intraveneus). Dit gemiddelde loopt op tot 2 uur als de oorzaak genuttigd voedsel is. De symptomen treden vooral op de volgende plaatsen op: huid (80-90%), longen en luchtwegen (70%), maag en darmen (30-45%), hart en bloedvaten (10-45%) en het centrale zenuwstelsel (10-15%). De reacties treden meestal in twee of meer van deze stelsels op.

### Huid

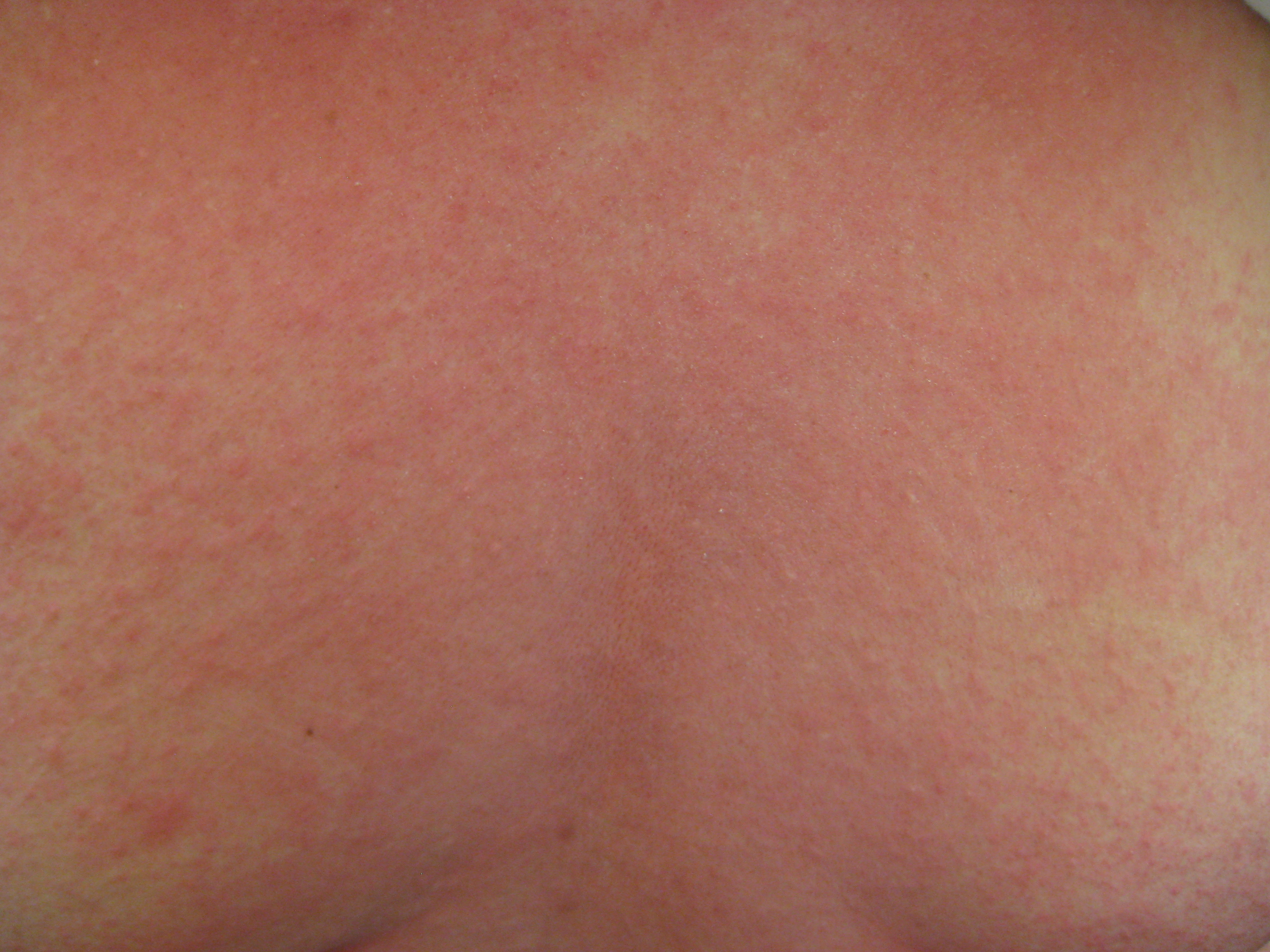
Netelroos en verkleuring van de huid op de rug van iemand met anafylaxie

De symptomen zijn vaak bultjes op de huid (netelroos) en/of bij grotere oppervlakte zogenaamde kwaddels (koude allergie), jeuk, rood gezicht of rode huid (blozen) of gezwollen lippen. Patiënten met zwelling onder de huid (angio-oedeem) kunnen in plaats van jeuk het gevoel hebben dat hun huid in brand staat. De tong of keel kan in 20% van de gevallen zwellen. Verder kunnen patiënten ook last hebben van een loopneus en zwelling van het slijmvlies op het oppervlak van de ogen en de oogleden (conjunctiva). De huid kan ook blauw kleuren (cyanose) door een gebrek aan zuurstof.

### Luchtwegen
Voorbeelden van klachten en symptomen aan de luchtwegen zijn kortademigheid, fluitende of piepende moeizame ademhaling met een lage toon (wheezing) of fluitende of piepende moeizame ademhaling met een hoge toon (stridor). Piepende ademhaling met een lage toon wordt gewoonlijk veroorzaakt door spasmen van de spieren in het onderste deel van de luchtwegen (bronchusspieren). Piepende ademhaling met een hoge toon wordt veroorzaakt door zwelling in de bovenste luchtwegen waardoor de doorgang verkleint. Heesheid, pijn bij het slikken of hoesten kunnen ook voorkomen.

### Hart en bloedvaten
De bloedvaten van het hart kunnen plotseling dilateren (verwijden) doordat bepaalde cellen in het hart histamine afgeven. Dit verlaagt de bloeddruk en daarmee de bloedtoevoer naar het hart waardoor er hartcellen kunnen afsterven (hartinfarct), het hart te snel of te langzaam gaat kloppen (hartritmestoornissen) of waardoor het hart helemaal kan stoppen met kloppen (hartstilstand). Patiënten die reeds een hartziekte hebben, lopen meer risico op hartproblemen veroorzaakt door anafylaxie. Een snelle hartslag door lage bloeddruk komt het vaakst voor, maar toch heeft 10% van de patiënten met anafylaxie een trage hartslag (bradycardie) in combinatie met een lage bloeddruk (Deze combinatie van trage hartslag en lage bloeddruk staat bekend als de Bezold-Jarisch-reflex). De patiënt kan duizelig zijn of het bewustzijn verliezen doordat de bloeddruk daalt. Deze lage bloeddruk kan worden veroorzaakt doordat de bloedvaten wijder worden (distributieve shock) of doordat de hartkamers falen (cardiogene shock). In zeer zeldzame gevallen is lage bloeddruk het enige symptoom van anafylaxie.

### Andere symptomen
Maag- en darmsymptomen zijn onder meer krampende buikpijn, diarree en braken. De patiënt kan verward zijn, de controle over de blaas verliezen en pijn in het bekken hebben die aanvoelt als baarmoederkrampen. Door verwijding van de bloedvaten rond de hersenen kan hoofdpijn optreden. De patiënt kan zich ook angstig voelen en zich inbeelden dat hij of zij gaat sterven.

## Oorzaken
Anafylaxie kan worden veroorzaakt door een reactie van het lichaam op vrijwel elke vreemde stof. Gif van insectenbeten of –steken, voedsel en medicatie zijn veel voorkomende oorzaken. Voedsel is de meest voorkomende oorzaak bij kinderen en jonge volwassenen. Medicatie en insectenbeten- of steken zijn vaker voorkomende oorzaken bij oudere volwassenen. Minder vaak voorkomende oorzaken zijn lichamelijke factoren, biologische stoffen (zoals sperma), latex, hormonale veranderingen, voedseladditieven (zoals mononatriumglutamaat en voedselkleurstoffen) en medicatie die op de huid wordt aangebracht (zoals zalf, crème of lotion). Lichamelijke inspanning of hoge of lage temperaturen koude urticaria  kunnen ook anafylaxie uitlokken doordat bepaalde weefselcellen (bekend als mestcellen) chemische stoffen afgeven die de allergische reactie starten. Anafylaxie veroorzaakt door lichamelijke inspanning houdt ook vaak verband met het eten van bepaald voedsel. Als anafylaxie optreedt wanneer een persoon anesthesie krijgt toegediend, dan zijn de meest voorkomende oorzaken medicatie die wordt gegeven om verlamming te veroorzaken (neuromusculaire blokkerende stoffen), antibiotica en latex. In 32-50% van de gevallen is de oorzaak onbekend (idiopathische anafylaxie).

### Voedsel
Vele soorten voedsel kunnen anafylaxie veroorzaken, zelfs wanneer het voor de eerste keer wordt gegeten. In het Westen zijn de meest voorkomende oorzaken het eten van of in contact komen met pinda's, tarwe, noten, schaaldieren, vis, melk en eieren. In het Midden-Oosten is sesam een bekende uitlokker van anafylaxie en in Azië zijn dat rijst en kikkererwten. Ernstige gevallen zijn meestal het gevolg van eten van dat voedsel, maar sommige mensen krijgen al een hevige reactie wanneer het voedsel in contact komt met een lichaamsdeel.
Kinderen kunnen hun allergieën ontgroeien en rond hun zestiende levensjaar geen problemen hebben met voedsel waar ze op jongere leeftijd anafylactisch op hebben gereageerd. Voor anafylaxie veroorzaakt door melk of eieren geldt dit in 80% van de gevallen en voor anafylaxie door pinda's in 20% van de gevallen.

### Medicatie
Elk geneesmiddel kan anafylaxie veroorzaken. Meestal gaat het om bètalactamantibiotica (zoals penicilline), gevolgd door aspirine en NSAID's (niet-steroïde anti-inflammatoire geneesmiddelen). Iemand die allergisch is voor één bepaalde NSAID kan meestal een andere gebruiken zonder dat het andere middel anafylaxie veroorzaakt. Andere veel voorkomende oorzaken van anafylaxie zijn chemotherapie, vaccins, protamine (in sperma) en kruidenmedicijnen. Sommige geneesmiddelen, waaronder vancomycine, morfine en medicatie om röntgenfoto’s te optimaliseren (röntgencontrastmiddelen), veroorzaken anafylaxie door bepaalde cellen in weefsels te beschadigen waardoor die cellen histamine afgeven (degranulatie van mestcellen).
Hoe vaak een reactie op een medicijn optreedt, hangt voor een deel af van hoe vaak het aan de patiënt wordt toegediend en voor een deel van hoe het medicijn in het lichaam werkt. Anafylaxie veroorzaakt door penicillines of cefalosporines treedt alleen op nadat deze stoffen zich binden aan eiwitten in het lichaam, en sommigen binden zich makkelijker dan andere. Anafylaxie veroorzaakt door penicilline treedt op bij 1 op de 2000 tot 10.000 mensen die worden behandeld. Anafylaxie met de dood als gevolg treedt op bij 1 op de 50.000 behandelde mensen. Anafylaxie veroorzaakt door aspirine en NSAID’s treedt op bij ongeveer 1 op de 50.000 mensen. Als iemand een reactie op penicilline heeft gehad dan is het risico op een reactie op cefalosporines groter geworden, maar nog steeds kleiner dan 1 op de 1000. Oudere medicatie die werd gebruikt ter verbetering van röntgenfoto’s (röntgencontrastmiddelen) veroorzaakte reacties in 1% van de gevallen. Nieuwere röntgencontrastmiddelen met een lagere osmolariteit veroorzaken reacties in 0,04% van de gevallen.

### Gif
Gif van stekende of bijtende insecten, zoals bijen of wespen (Hymenoptera), of van bloedzuigende insecten (Triatominae) kan anafylaxie veroorzaken. Als iemand in het verleden een reactie op gif heeft gehad die meer was dan een lokale reactie rond de plaats van de steek dan is het risico op anafylaxie in de toekomst groter geworden. De helft van de mensen die aan anafylaxie sterven, heeft echter nooit eerder een wijdverbreide (systemische) reactie gehad.

### Risicofactoren
Mensen met een erfelijke aanleg voor bepaalde ziekten zoals astma, eczeem of allergische neusontsteking hebben een grotere kans op anafylaxie door voedsel, latex en röntgencontrastmiddelen. Deze mensen lopen echter geen verhoogd risico op anafylaxie veroorzaakt door injecties of steken. Uit een onderzoek naar kinderen met anafylaxie is gebleken dat 60% een erfelijke aanleg voor een bepaalde ziekte had. Meer dan 90% van de kinderen die overlijden aan anafylaxie heeft astma. Mensen die een aandoening hebben die veroorzaakt wordt door een teveel aan mestcellen in hun weefsels (mastocytose of mestcelziekte) lopen een groter risico en dat geldt ook voor personen met een hogere sociaal-economische status. Hoe langer het geleden is sinds de laatste keer dat iemand blootgesteld was aan de stof die de anafylaxie veroorzaakte, des te lager het risico op een nieuwe reactie.

## Mechanismen
Anafylaxie is een ernstige allergische reactie die plotseling begint en vele lichaamssystemen aantast. Anafylaxie ontstaat doordat mestcellen en basofiele cellen (een type witte bloedcellen) ontsteking veroorzakende stoffen afgeven. Deze afgifte is meestal het gevolg van een reactie van het afweersysteem, maar kan ook worden veroorzaakt door beschadiging van deze cellen die niets met een afweerreactie te maken heeft.

### Anafylaxie door een reactie van het afweersysteem
Als anafylaxie wordt veroorzaakt door een afweerreactie dan bindt immunoglobuline E (IgE) zich aan het lichaamsvreemde materiaal dat de allergische reactie op gang brengt (het antigeen). De combinatie van IgE gebonden aan het antigeen activeert Fc&RI-receptoren op mestcellen en basofiele cellen. De mestcellen en basofiele cellen reageren door de afgifte van ontsteking veroorzakende stoffen, zoals histamine. Deze stoffen versterken het samentrekken van gladde spieren in de luchtwegen, verwijden de bloedvaten (vasodilatatie), maken dat er meer vloeistof uit de bloedvaten lekt en onderdrukken de werking van de hartspier. Er bestaat ook een afweermechanisme dat niet afhankelijk is van IgE, maar het is niet bekend of dit ook bij mensen voorkomt.

### Anafylaxie door andere oorzaken
Wanneer anafylaxie niet het gevolg is van een afweerreactie dan is de anafylaxie het gevolg van iets dat mestcellen en basofiele cellen rechtstreeks beschadigt. Doordat ze beschadigd zijn, gaan deze cellen histamine en andere stoffen afgeven die meestal tot een allergische reactie leiden (degranulatie). Stoffen en omstandigheden die mestcellen en basofiele cellen kunnen beschadigen zijn contrastmiddel voor röntgenfoto’s, opiaten, warmte of koude, en trillingen.

## Diagnose
Wanneer iemand binnen enkele minuten/uren na blootstelling aan een allergeen een van onderstaande drie verschijnselen krijgt dan is het zeer waarschijnlijk dat diegene een anafylactische reactie heeft:
1. Aandoening van de huid of slijmvliezen plus hetzij ademhalingsproblemen hetzij lage bloeddruk
2. Twee of meer van de volgende symptomen:
a. aandoening van de huid of slijmvliezen
b. ademhalingsproblemen
c. lage bloeddruk
d. maag-darmklachten
3. Lage bloeddruk na blootstelling aan een bekend allergeen

Als iemand een nare reactie heeft op de steek van een insect of op geneesmiddelen dan kan bloedonderzoek op tryptase of histamine (een stof de vrijkomt uit mestcellen) nuttig zijn om vast te stellen of het om anafylaxie gaat. Deze onderzoeken zijn echter weinig nuttig als de oorzaak in voedsel gelegen is of als de bloeddruk van de patiënt normaal is, anafylaxie kan er namelijk niet met zekerheid mee worden uitgesloten.

### Classificatie
Anafylaxie wordt in drie hoofdgroepen onderverdeeld.
Bij een anafylactische shock worden de bloedvaten in vrijwel het gehele lichaam verwijd (systemische vasodilatatie), waardoor een bloeddruk ontstaat die minstens 30% lager is dan de normale bloeddruk van de patiënt of 30% lager dan de standaardwaarden voor bloeddruk.
Er is sprake van bifasische anafylaxie wanneer de symptomen binnen 1 tot 72 uur terugkomen, ook al is de patiënt niet opnieuw in aanraking geweest met het allergeen dat de eerste reactie veroorzaakt heeft. In sommige onderzoeken wordt gesteld dat het in 20% van de gevallen van anafylaxie om bifasische anafylaxie gaat. Als de symptomen terugkomen dan is dat vaak binnen 8 uur. De tweede anafylactische reactie wordt op dezelfde manier behandeld als de eerste. 
Pseudo-anafylaxie of anafylactoïde reacties zijn oudere namen voor anafylaxie die niet het gevolg is van een allergische reactie maar van rechtstreekse beschadiging van mestcellen (mestceldegranulatie). De naam die tegenwoordig door de World Allergy Organization wordt gebruikt is 'niet-immune anafylaxie'. Volgens sommigen is het beter om de oude termen helemaal niet meer te gebruiken.

### Allergietests

Huidallergietest die op de rechterarm wordt uitgevoerd

Met allergietests kan geprobeerd worden om vast te stellen wat de oorzaak van de anafylaxie geweest is. Voor bepaalde voedingsmiddelen en vergiften zijn huidallergietests (zoals de pleisterproef) beschikbaar. Bloedonderzoek naar specifieke antilichamen kan nuttig zijn om vast te stellen of het om overgevoeligheid voor melk, eieren, pinda's, noten of vis gaat. Met een huidtest is ook vast te stellen of er sprake is van een penicillineallergie, maar er zijn geen huidtests voor andere geneesmiddelen. Niet-immune vormen van anafylaxie zijn alleen vast te stellen door de medische voorgeschiedenis van de patiënt te bestuderen of door de patiënt bloot te stellen aan een allergeen dat de reactie in het verleden wellicht veroorzaakt heeft. Niet-immune anafylaxie kan niet met huidtests of bloedonderzoek worden vastgesteld.

### Klopt de diagnose?
Soms is het moeilijk om onderscheid te maken tussen anafylaxie, astma, flauwvallen door gebrek aan zuurstof (Syncope) en paniekaanvallen. Mensen met astma hebben meestal geen jeuk of maag-darmklachten. Wanneer iemand flauwvalt, is de huid bleek en is er geen sprake van huiduitslag. Iemand met een paniekaanval kan een rode huid hebben, maar heeft geen netelroos. Andere aandoeningen die vergelijkbare symptomen veroorzaken, zijn voedselvergiftiging door bedorven vis (scombroïdose) en infectie met bepaalde parasieten (anisakiase).

## Preventie
De beste manier om anafylaxie te voorkomen is alles te vermijden wat in het verleden de reactie heeft veroorzaakt. Wanneer dat niet kan, bestaan er behandelingen die ervoor zorgen dat het lichaam hopelijk niet meer op een bekend allergeen reageert (desensibilisatie). Behandeling van het afweersysteem (immunotherapie) met Hymenoptera-vergiften is effectief als desensibilisatie bij 80% tot 90% van de volwassenen en 98% van de kinderen die allergisch reageren op bijen, wespen, horzels en rode mieren. Immunotherapie via de mond kan effectief zijn bij het desensibiliseren van mensen met een allergie voor bepaalde voedingsmiddelen, zoals melk, eieren, noten en pinda's; een dergelijke behandeling gaat echter vaak gepaard met ernstige bijwerkingen. Desensibilisatie is ook bij vele geneesmiddelen mogelijk, maar de meeste mensen kunnen problematische geneesmiddelen maar beter gewoon vermijden. Bij mensen die allergisch voor latex zijn, kan het belangrijk zijn voedingsmiddelen te vermijden die stoffen bevatten die op latex lijken (kruisreactieve voedingsmiddelen), zoals onder andere avocado's, bananen en aardappelen.

## Behandeling
Anafylaxie is een medisch noodgeval waarvoor levensreddend ingrijpen nodig kan zijn, zoals het openhouden van de luchtwegen, extra zuurstof, grote hoeveelheden intraveneus vocht en nauwgezette bewaking. Epinefrine (adrenaline) is het geneesmiddel waar in deze situaties de voorkeur naar uitgaat. Behalve epinefrine worden vaak antihistaminica en corticosteroïden gebruikt. Nadat de toestand van de patiënt genormaliseerd is, moet hij of zij nog 2 tot 24 uur in het ziekenhuis geobserveerd worden om er zeker van te zijn dat de symptomen niet terugkomen, wat kan als de patiënt bifasische anafylaxie heeft.
Paramedische behandeling voorafgaand aan vervoer naar het ziekenhuis omvat de injectie met adrenaline, het toedienen van zuurstof, en indien nodig ook intubatie. Bij aanhoudend angio-oedeem wordt vaak gedurende langere tijd zuurstof toegediend. In zeldzame gevallen wordt een tracheotomie uitgevoerd.

### Epinefrine

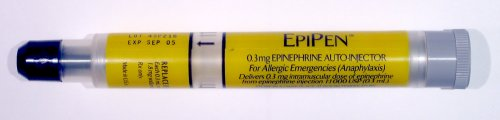
Een oude versie van de EpiPen auto-injector

Epinefrine (adrenaline) is de belangrijkste behandeling bij anafylaxie. Er zijn geen redenen om het niet te gebruiken (er is geen absolute contra-indicatie). Aanbevolen wordt om epinefrine in de dijbeenspier te injecteren zodra aan anafylaxie wordt gedacht. De injectie kan om de 5 tot 15 minuten herhaald worden als de patiënt niet goed op de behandeling reageert. Bij 16 tot 35% van de gevallen is een tweede dosis nodig. Meer dan twee doses zijn zelden nodig. Injecteren in de spier (intramusculair) is effectiever dan injecteren onder de huid (subcutaan) omdat het geneesmiddel bij een injectie onder de huid te langzaam kan worden opgenomen. Kleine problemen met epinefrine zijn onder andere tremoren, angst, hoofdpijn en hartkloppingen.
Epinefrine werkt mogelijk niet bij mensen die bètablokkers gebruiken. Als epinefrine bij die mensen niet werkt, kan glucagon via een ader worden toegediend. Glucagon heeft een werkingsmechanisme waar geen bètareceptoren bij betrokken zijn.
Epinefrine kan zo nodig als verdunde oplossing ook in een ader worden geïnjecteerd (intraveneus). Intraveneus toegediende epinefrine kan echter gepaard gaan met een onregelmatige hartslag (aritmie) en een hartaanval (myocardinfarct). Met een auto-injector met epinefrine (EpiPen) kunnen mensen met anafylaxie zelf epinefrine in een spier injecteren. Deze auto-injectors zijn in twee sterkten verkrijgbaar: een voor volwassenen en kinderen die meer dan 25 kg wegen, en een voor kinderen van 10 tot 25 kg.

### Bijkomende middelen
In aanvulling op epinefrine worden vaak antihistaminica gebruikt. Deze middelen worden op theoretische gronden werkzaam geacht, maar er is zeer weinig bewijs dat ze bij de behandeling van anafylaxie ook echt effectief zijn. Bij een Cochrane-review (een bepaalde vorm van wetenschappelijk onderzoek) in 2007 zijn geen wetenschappelijke onderzoeken van goede kwaliteit gevonden die het gebruik van antihistaminica aanbevelen. Antihistaminica hebben naar alle gedachten geen effect op het ophopen van vloeistof of krampen in de luchtwegen. Corticosteroïden maken naar alle waarschijnlijkheid geen verschil wanneer iemand een anafylactische reactie heeft. Corticosteroïden kunnen worden gebruikt in de hoop op het verkleinen van het risico op bifasische anafylaxie, maar het is niet zeker dat ze toekomstige anafylaxie kunnen voorkomen. Salbutamol, toegediend via een ademhalingsapparaat (vernevelaar), kan helpen wanneer epinefrine geen verlichting geeft van bronchospasme. Methyleenblauw wordt gebruikt bij mensen die niet op andere maatregelen reageren omdat deze stof gladde spieren kan ontspannen.

### Voorbereiding
Mensen die risico op anafylaxie lopen, wordt aangeraden een 'allergie-actieplan' op te stellen. Ouders dienen de school in te lichten over de allergieën van hun kind en wat te doen als er een anafylactisch noodsituatie ontstaat. Het actieplan omvat meestal het gebruik van auto-injectors met epinefrine, de aanbeveling om een armband met medische gegevens te dragen en voorlichting over het vermijden van situaties die anafylaxie kunnen veroorzaken. Bij bepaalde veroorzakers van anafylaxie is het mogelijk het lichaam minder gevoelig voor allergische reacties te maken (allergeenimmuuntherapie). Met dit type behandeling is het wellicht mogelijk toekomstige anafylactische reacties te voorkomen. Een meerjarige desensibilisatie met injecties onder de huid is effectief gebleken tegen insectensteken, terwijl desensibilisatie via de mond effectief is bij vele voedingsmiddelen.

## Vooruitzichten
Er is een goede kans op herstel wanneer de oorzaak bekend is en de patiënt snel wordt behandeld. Als de oorzaak niet bekend is en er medicatie beschikbaar is om de reactie te stoppen dan herstelt de patiënt meestal ook goed. Als de patiënt overlijdt, komt dat gewoonlijk door ademhalingsproblemen (meestal klappen de luchtwegen dicht) of problemen met hart en bloedvaten (shock). Anafylaxie heeft in 0,7% tot 20% van de gevallen een fatale afloop. Soms overlijdt de patiënt binnen een paar minuten. Mensen met anafylaxie door lichamelijke inspanning herstellen meestal goed, waarbij bij het ouder worden het aantal episoden afneemt en de reacties minder ernstig worden.

## Risico
Anafylaxie komt per jaar bij 4 tot 5 per 100.000 mensen voor, met een levenslang risico van 0,5% tot 2%. Deze percentages lijken te stijgen. Het aantal mensen met anafylaxie was in de jaren 80 van de vorige eeuw ongeveer 20 per 100.000 per jaar, terwijl dat in de jaren 90 ongeveer 50 per 100.000 per jaar was. De toename lijkt vooral aan anafylaxie door voedsel te liggen. Het risico is het grootst bij jongeren en vrouwen.
Anafylaxie leidt momenteel in de Verenigde Staten tot 500 tot 1000 doden per jaar (2,4 per miljoen), in het Verenigd Koninkrijk tot 20 doden per jaar (0,33 per miljoen) en in Australië tot 15 doden per jaar (0,64 per miljoen). De sterftecijfers zijn tussen 1970 en 2000 gedaald. In Australië vindt overlijden door anafylaxie als gevolg van voedsel vooral bij vrouwen plaats, terwijl dat bij mannen vooral door insectenbeten gebeurt. Geneesmiddelen zijn de vaakst voorkomende oorzaak van dood door anafylaxie.

## Geschiedenis
De term 'afylaxie' is in 1902 bedacht door Charles Richet en later veranderd in 'anafylaxie' omdat dat beter klonk. In 1913 kreeg hij de Nobelprijs voor geneeskunde en fysiologie voor zijn werk over anafylaxie. De reactie zelf wordt echter al sinds onheugelijke tijden genoemd. De term is afkomstig van de Griekse woorden ἀνά aná, 'tegen' en φύλαξις phúlaxis, 'bescherming'.